# Kostel svatého Michaela archanděla (Branná)
Kostel svatého Michaela archanděla v Branné je cennou renesanční stavbou z roku 1614. V roce 1964 byl kostel i s farou prohlášen kulturní památkou.

## Historie

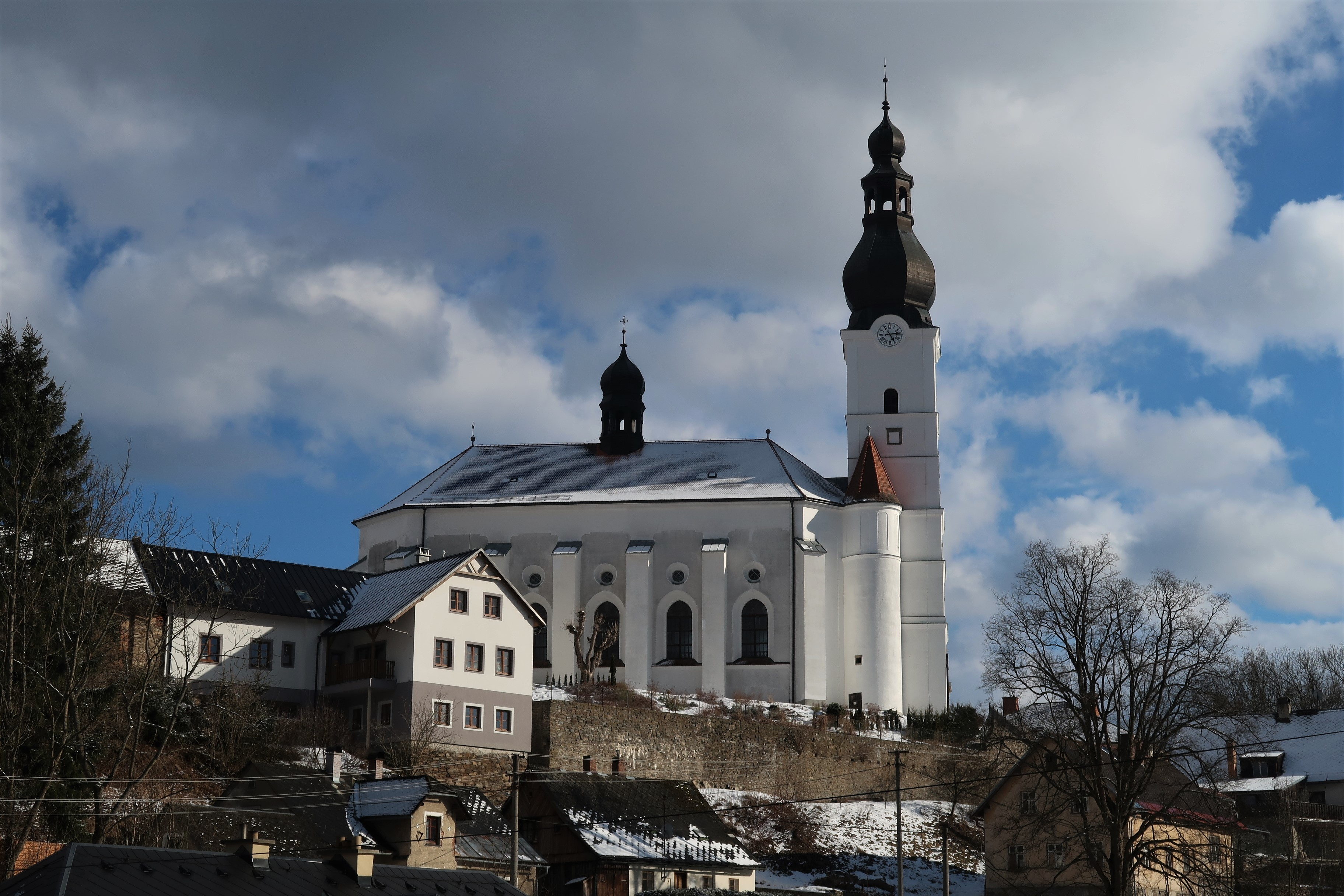
Kostel pohledem od severozápadu

Kostel byl stavěn počátkem 17. století (vysvěcen 1614), tehdy jako evangelický kostel Zmrtvýchvstání Krista. V rámci reprezentativní přestavby sídla na Kolštejně jej budoval Hynek mladší Bruntálský z Vrbna, který měl za ženu Bohunku, dceru Karla staršího ze Žerotína. Zadlužil se a v roce 1615 musel panství prodat Petřvaldským z Petřvaldu. V roce 1743 byl katolicky opravován (nástavba zvonice, fasády), při té příležitosti bylo změněno jeho zasvěcení na dnešní. Další opravy proběhly po požáru roku 1852 a v roce 1907.

## Areál

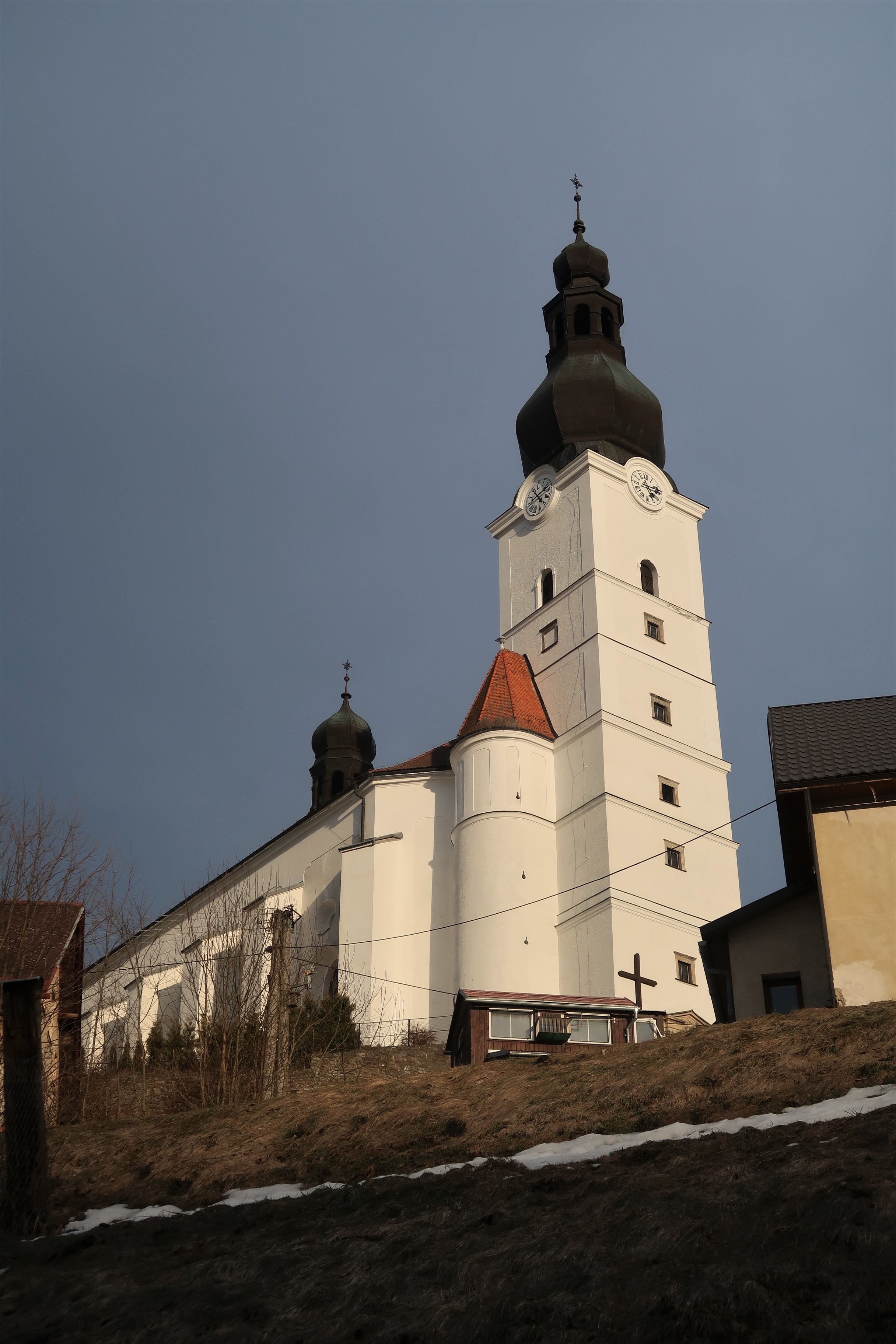
Kostel sv. Michaela archanděla pohledem od západu

Kostel je situován v úrovni náměstí, oproti zámku je položen na vyšším místě. Stavba je tak výraznou dominantou města. Kostel byl vybudován na skalním výstupku, obehnaném ze dvou stran dlouhou kamennou zdí. Věž kostela stojí na okraji srázu, který je zpevněn zdí dosahující výšky 10 m.
Kostel je propojen krátkou nadzemní spojovací chodbou s blízkou farou z roku 1784. Je nesena dvěma zaklenutými oblouky, z nichž jedním vede původní vstupní branou stará přístupová cesta na náměstí. Ve farní budově končí chodba, krytá stříškou, ve druhém podlaží. Fara je samostatný dům v klasicistním stylu s valbovou střechou, opatřený menším nádvořím.

## Popis kostela
Podélná jednolodní sálová stavba, s trojbokým závěrem na (jiho)západní i (severo)východní straně. Na severu přiléhá ke kostelu čtyřboká sakristie s depozitářem v patře. Před zadní (jihozápadní) průčelí předstupuje hranolovitá věž s přiloženými točitými schodišti po obou stranách, která byla dostavěna v letech 1690-1694. Věž je vysoká 59 m, má sedm podlaží. Pod cibulovou bání zakončenou lucernou a makovicí jsou instalovány věžní hodiny. Stavba je z vnější strany zpevněna jednoduchými opěrnými pilíři s pultovou stříškou. Kostel je osvětlen širokými okny s lomeným obloukem, nad nimi jsou další kruhová okna. Okna věže jsou malá, obdélná. Mezi opěrné pilíře na východě jsou vestavěné tři kaple, v severní je umístěna socha sv. Jana Nepomuckého (1733). Na vnější straně kostela se nachází prosklená nika s malbou Jeruzaléma.

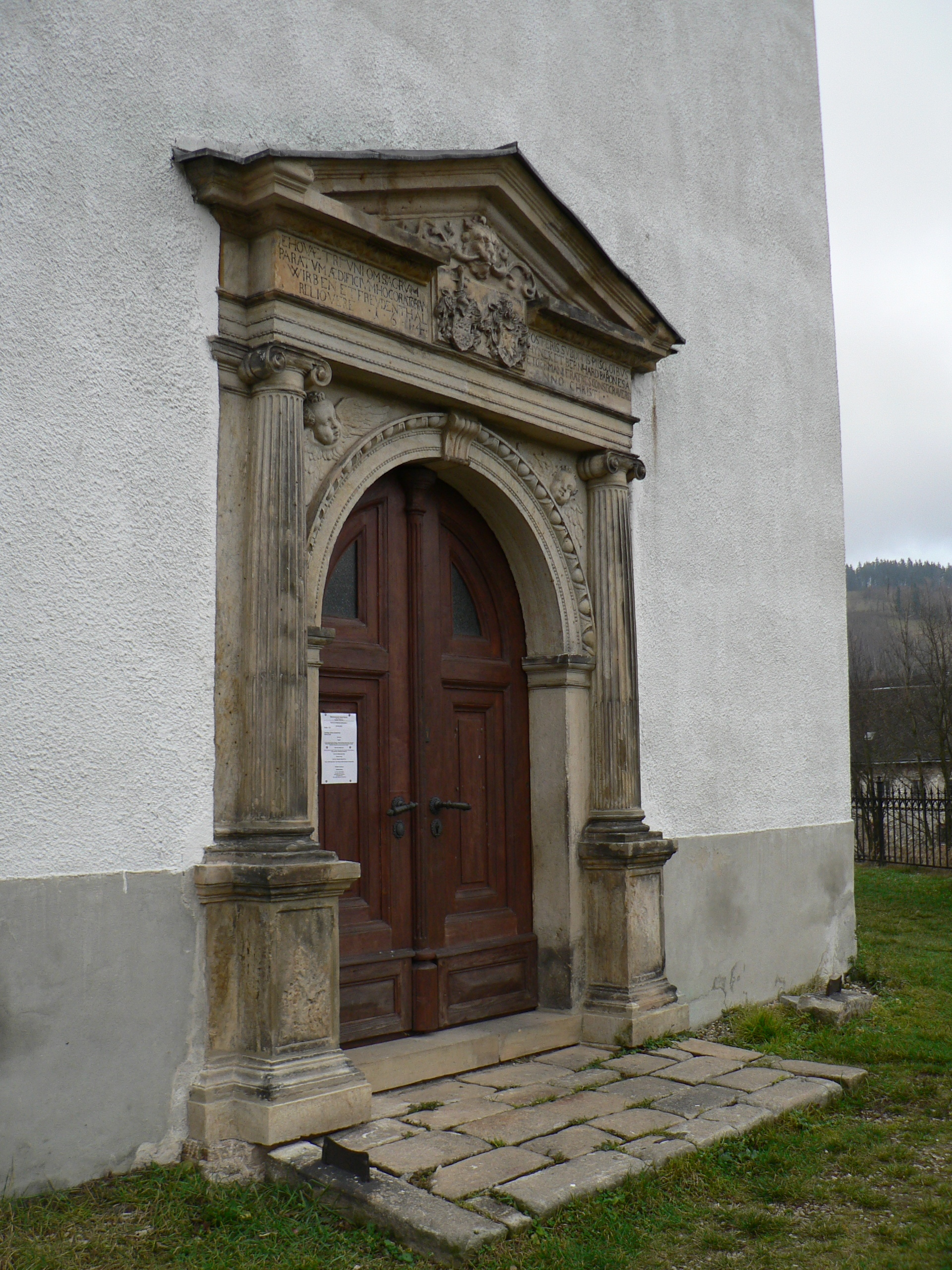
Portál kostela

### Portál

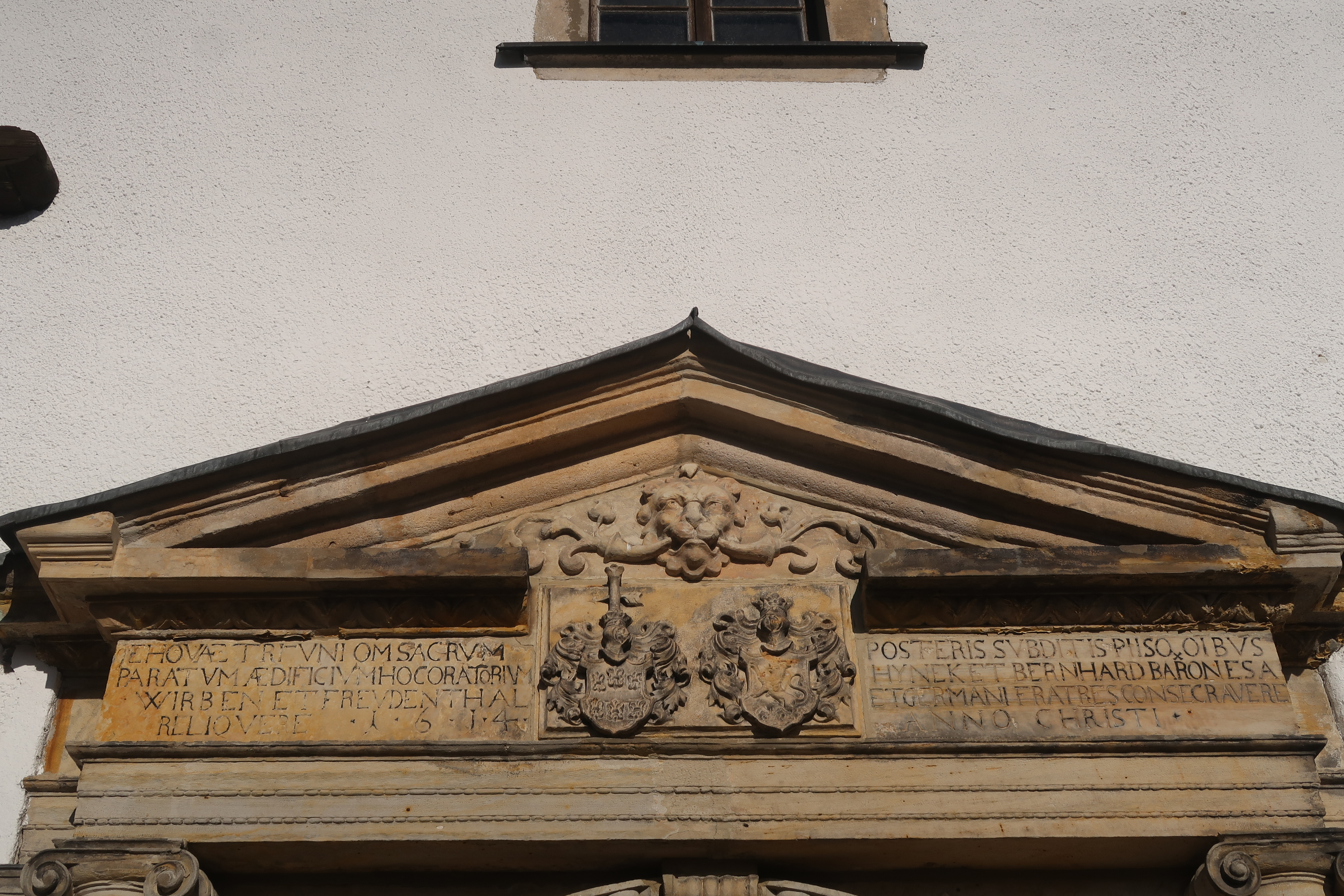
Erb Hynka Bruntálského z Vrbna a jeho manželky Bohunky, rozené ze Žerotína nad hlavním vstupem do kostela

Do kostela se vstupuje v podvěží renesančním portálem. Jde o edikulový portál s ionskými sloupy nesoucími kladí s prolomeným štítem. Ve vlysu je deska s rodovými znaky Vrbnů a Žerotínů a s pamětním nápisem o zbudování kostela s letopočtem 1614.

### Interiér
Sál kostela je zaklenutý valenou, trojboce uzavřenou klenbou s lunetovými výsečemi. Plocha klenby je členěna štukovými kazetami, které jsou vyplněné osmicípými hvězdami. Kolem sálu obíhá tribuna na toskánských sloupech, přerušena pouze nad oltářem ve východní části kostela. Hlavní oltář pochází z katolizace roku 1743; jeho součástí je i cenná pozdně gotická Madona (socha Panny Marie) ze 20. let 16. století, přemístěna sem z místního zrušeného (roku 1789) kostela Panny Marie.

### Socha Piety

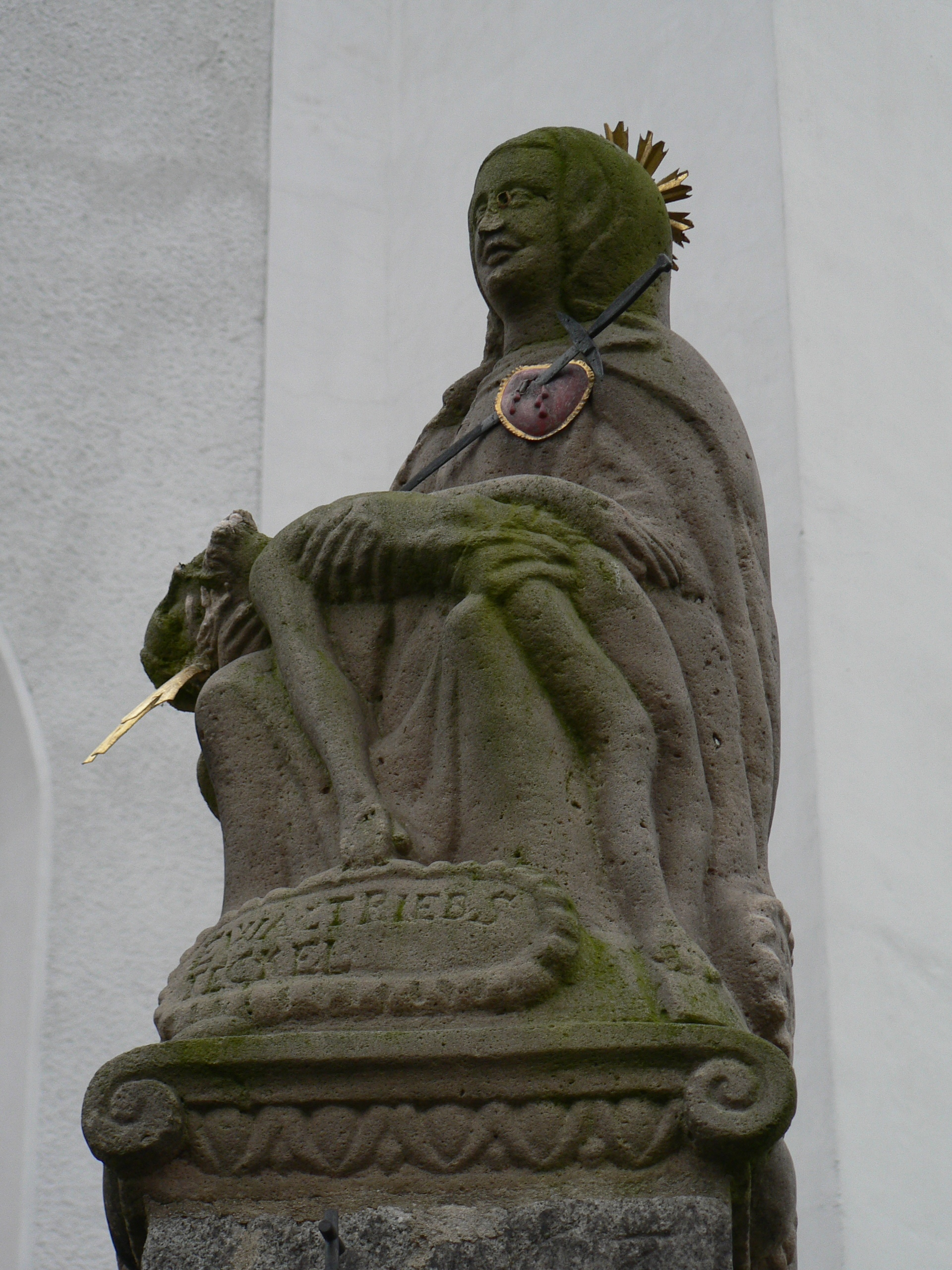
Pieta před kostelem

U východního závěru kostela stojí sousoší Piety. Jde o rustikální sousoší na sloupu, datované do roku 1663.